# Haushaltstechnik
Der Begriff der Haushaltstechnik bezeichnet die Gesamtheit der energiebetriebenen Geräte und Verfahren zur Vorratshaltung, Zubereitung von Lebensmitteln, Wäschepflege, Geschirr- und Bodenreinigung im Haushalt.

## Definition
Haushaltstechnik bezeichnet zunächst die Gesamtheit der technischen Geräte und Verfahren zur Versorgung von Personen im Privathaushalt. Dazu gehören die Verpflegung, die Reinigung und Pflege von Geschirr, Textilien, Bodenbelägen und Wohnräumen. Im erweiterten Sinn sind außerdem alle zum Haushalt gehörenden Geräte (u. a. Telefon, PCs), Werkzeuge (z. B. Akku-Bohrschrauber) und Aufenthaltsbereiche (wie Balkon, Garten, Auto) eingeschlossen. Auch die in Großküchen eingesetzten Geräte und technischen Verfahren für unterschiedliche Verpflegungseinrichtungen (Kantinen, Mensen, Krankenhäuser, Kindertagesstätten etc.) und gastronomische Konzepte (z. B. Event- und Systemgastronomie) können unter dem Begriff Haushaltstechnik subsumiert werden.
Davon abzugrenzen ist die Haustechnik, die alle fest mit dem Gebäude verbundenen Versorgungseinrichtungen (wie z. B. Heizung, Lüftung, Klimatisierung, Warmwassergeräte) umfasst. Einbauküchen werden meistens trotz ihres ortsunveränderlichen Charakters zur Haushaltstechnik gezählt.
Im Fokus der Haushaltstechnik steht bereits seit langem der verantwortungsvolle Einsatz von Ressourcen beim Betrieb (Verbrauch an elektrischer Energie und Wasser) sowie bei Herstellung und Recycling (Rohstoffe). Dies wird u. a. durch das Energielabel für elektrische Haushaltsgroßgeräte manifestiert.

## Haushaltstechnik in Studium und Lehre
In den 1950er und 1960er Jahren verbreitete sich die Haushaltstechnik vor allem in Deutschland sehr rasant und wurde auch in die Wissenschaft, mit der Gründung des Studiengangs Ökotrophologie an Universitäten und Fachhochschulen, eingeführt.
Haushaltstechnik ist ein wesentlicher Bestandteil der Studiengänge Ökotrophologie (Haushalts- und Ernährungswissenschaft, engl. Nutrition and Home Economics), Ernährung und Versorgungsmanagement, sowie weiterer Studiengänge (z. B. Facility Management, Consumer Studies bzw. Consumer Affairs). Diese Studiengänge bilden entweder einen eigenständigen Bereich (Ökotrophologie) oder sind den Bereichen Haushalts- und Ernährungswissenschaften, Land- und Agrarwissenschaften, Life Sciences bzw. den Umweltwissenschaften zugeordnet.
Fächer mit Bezug zur Haushaltstechnik sind:
- Physik der Hausgeräte (z. B. Wärmetransport, Kältekreislauf)
- Technik des Privathaushalts
- Küchenplanung
- Großküchentechnik
- Reinigungstechnik
- Energieversorgung und Energiemanagement
- Verpflegungsmanagement
- Mess- und Prüftechnik
- Vergleichende Gerätebewertung
- Ergonomie von Hausgeräten

An folgenden Hochschulen in Deutschland ist die Haushaltstechnik Gegenstand der Lehre:
Universitäten:
- Rheinische Friedrich-Wilhelms-Universität Bonn
- Justus-Liebig-Universität Gießen
- Leibniz Universität Hannover
- Christian-Albrechts-Universität zu Kiel

Hochschulen / Fachhochschulen:
- Hochschule Anhalt (Bernburg)
- Hochschule Fulda
- Hochschule für Angewandte Wissenschaften Hamburg
- Hochschule Niederrhein (Mönchengladbach)
- Fachhochschule Münster
- Hochschule Osnabrück
- Hochschule Albstadt-Sigmaringen (Sigmaringen)
- Fachhochschule Weihenstephan (Abteilung Triesdorf)

Ehemalige Studienorte für Ökotrophologie:
- TU München-Weihenstephan (bis 2005)
- Uni Bonn (bis 2008, jetzt Ernährungs- und Lebensmittelwissenschaften)

Universitäten mit Lehramtsstudiengang:
- TU Dresden
- Universität Hamburg

Hochschulen außerhalb von Deutschland:
- TU Wageningen (Niederland)
- ETH Zürich (Schweiz)
- Universität Freiburg (Schweiz)
- Hochschule Wädenswil (Schweiz)

Daneben gibt es eine Vielzahl von hauswirtschaftlichen Berufen, bei denen Haushaltstechnik eine wichtige Rolle spielt (siehe Artikel Hauswirtschaft).

## Berufsfelder und Arbeitgeber
Folgende Berufsfelder und Tätigkeiten stehen Absolventen unterschiedlicher Studiengänge mit dem Schwerpunkt Haushaltstechnik offen:
- Geräteentwicklung
- Produktmarketing
- Gebrauchstauglichkeitsprüfung
- Qualitätssicherung
- Produkt- und Verkaufsschulungen
- Verbraucherberatung
- Normungsarbeit
- Marktforschung
- Öffentlichkeitsarbeit
- Energieberatung
- Lehrtätigkeit an Berufsbildenden Schulen (mit Zusatzqualifikation Pädagogik bzw. Ausbildungseignerprüfung)
- Küchenplanung (private Küchen und Großküchen)

Typische Arbeitgeber in den genannten Berufsfeldern sind:
Hersteller und Handel:
- Hausgeräteindustrie
- Zulieferer der Geräteindustrie
- Handelshäuser und Elektrogroßmärkte
- Küchenhersteller
- Chemische Industrie

Energieversorger:
- Elektrizitäts- und Gasversorger
- Stadtwerke

Verbände:
- Verbraucherverbände (z. B. Stiftung Warentest)
- Industrieverbände

Anwender:
- Einrichtungen der Gemeinschaftsverpflegung
- Facility Management-Betriebe
- Nahrungsmittelindustrie

Institute:
- Marktforschungsinstitute (z. B. GfK)
- PR- und Marketingagenturen (insbes. für Hausgeräte, Konsumgüter)
- Prüf- und Zertifizierinstitute
- Verlage

Schulen, Hochschulen:
- Berufsbildende Schulen
- Volkshochschulen
- Allgemeinbildende Schulen
- Universitäten und Fachhochschulen

## Gremien und Verbände
In folgenden Gremien und Verbänden werden Themen der Haushaltstechnik behandelt:
- Fachausschuss Haushaltstechnik (FAHT) der Deutschen Gesellschaft für Hauswirtschaft (DGH)
- International Federation for Home Economics (IFHE)
- Verband der Oecotrophologen e.V. (VDOE)
- Bundesverband Hauswirtschaftlicher Berufe e.V. (MdH)
- Fachgemeinschaft für effiziente Energieanwendung (HEA)
- Industrieverband Körperpflege- und Waschmittel e.V. (IKW)
- Berufsverband Hauswirtschaft (bhf)

## Zeitschriften und Literatur
Zeitschriften:
- Hauswirtschaft und Wissenschaft (HUW)
- Fundus – Fachmagazin Hauswirtschaft
- test (Testzeitschrift der Stiftung Warentest)
- Emporio (Testmagazin)
- Rationelle Hauswirtschaft (rhw)
- Strompraxis (Fachzeitschrift der HEA für die Energieberatung)
- Appliance Magazine (engl.)

Deutschsprachige Literatur:
- Horst Pichert: Grundlagen der Haushalttechnik. 2. Auflage. Ulmer, 1996, ISBN 3-8001-2147-6.
- Horst Pichert: Haushalttechnik: Verfahren und Geräte. 2. Auflage. Ulmer, 2001, ISBN 3-8001-3668-6.
- Günter E. Wegner: Elektrische Haushaltsgeräte: Technik und Service. 3. Auflage. Hüthig & Pflaum, 2008, ISBN 978-3-8101-0254-6.
- Thomas Kutsch, Michael-Burkhard Piorkowsky, Manfred Schätzke: Einführung in die Haushaltswissenschaft. Haushaltsökonomie, Haushaltssoziologie, Haushaltstechnik. Ulmer, Stuttgart 1997, ISBN 3-8001-2704-0.
- Claudia Gabler: Analyse von Arbeitsprozessen in Privathaushalten im Hinblick auf die Hausgerätevernetzung. Shaker, Aachen 2007, ISBN 978-3-8322-6566-3.
- Handbuch Küche und Technik. 2020 (Hrsg.: Fachausschuss Haushaltstechnik der dgh) (haushalt-wissenschaft.de)
- Dokumentationen der Jahrestagungen des Fachausschusses Haushaltstechnik der dgh (haushalt-wissenschaft.de)
- Lebensmittelverarbeitung im Haushalt Teile I bis VI, Anhang. 2021 (haushalt-wissenschaft.de)

Englischsprachige Literatur:
- Ed Sobey: A Field Guide to Household Technology.
- Sensors Applications. 5 Volumes: Sensors in Household Appliances: BD 5 (Sensors Applications)